# WOSP/EOSP
WOSP/EOSP (англ. West of Shetland Pipeline/East of Shetland Pipeline, Західно-шетландський/Східно-шетландський трубопровід) — газопроводна система, що доставляє газ з нафтових родовищ, розташованих на захід від Шетландських островів, до платформи Магнус у Північному морі.
На першому етапі при розробці родовищ Foinaven та Schiehallion у Атлантичному океані отриманий газ закачувався назад до резервуару. Через певний час виник план його транспортування до нафтового родовища Магнус, яке знаходиться в північному секторі Північного моря, з метою подальшого закачування в пласт задля підвищення коефіцієнта вилучення. Це повинне забезпечити додатковий видобуток біля 50 мільйонів барелів нафти.
Починається Західно-шетландський газопровід в районі з глибинами моря 400—600 м (родовище Foinaven) та 350—450 м (родовище Schiehallion). Його довжина 188 км, діаметр 500 мм. Кінцевим пунктом слугує термінал Sullom Voe на Шетландських островах, куди також надходить видобута нафта з північноморських родовищ. Власниками трубопроводу є компанії, які розробляють західно-шетландські родовища — окрім названих, це також Loyal, East Foinaven та Clair (останнє під'єднане 300 мм газопроводом на 85-му кілометрі траси).
На терміналі Sullom Voe до отриманого через Західно-шетландський трубопровід газу додається виділений з північноморської нафти, після чого вони спрямовуються у Східно-шетландський газопровід, який слідує трасою довжиною 208 км до платформи Магнус. Ця ділянка знаходиться у 100 % власності компанії, що розробляє родовище Магнус.
Максимальна потужність як WOSP, так і EOSP, складає 2,2 млрд м³ на рік. Запроектоване також розширення до 5,8 млрд м³ на рік у випадку необхідності.
Можливо відзначити, що від платформи Магнус розпочинається Northern Leg Gas Pipeline (NLGP), який в свою чергу під'єднаний до системи FLAGS. Це дозволяє у разі потреби здійснити поставки газу із західно-шетландських родовищ до терміналу у Сент-Фергюс за маршрутом WOSP-EOSP-NLGP- FLAGS.